# The Common Sense Book of Baby and Child Care
El libro del sentido del común del cuidado de bebés y niños o simplemente Tu hijo (con título original en inglés The Common Sense Book of Baby and Child Care, también publicado y referido con el título abreviado de Baby and Child Care) es un libro de referencia o manual de consejos sobre puericultura y pediatría, dirigido especialmente a las madres y padres, escrito por el Dr. Benjamin Spock y publicado en los Estados Unidos el 14 de julio de 1946 por la editorial Duell, Sloan and Pearce.
Pronto se convirtió en un gran best-seller, y en 1998 se habrían vendido más de 50 millones de copias del texto, en la versión original o en una de las 39 traducciones publicadas. Algunas fuentes lo aúpan a la séptima posición en la lista de libros más vendidos de la historia.
El libro pretende repasar los cuidados básicos que los padres deben proporcionar a un bebé, en una época en que esos conocimientos estaban prácticamente restringidos a la comunidad médica. Sin embargo, el «revolucionario mensaje» que este libro lanzó a todas las madres: «sabes más de lo que crees», y unas ideas acerca del cuidado infantil que permitieron a varias generaciones de padres ser más flexibles y afectuosos con sus hijos y tratarlos como individuos, en un contexto en que la sabiduría tradicional propugnaba el uso de la disciplina, y que -por ejemplo- los bebés no fueran «mimados» alzándolos cuando lloran, granjearon al libro y a su autor entre los medios conservadores estadounidenses fama de «permisivo»; llegando a acusarle el vicepresidente Spiro Agnew de «alentar con su sistema de crianza la anarquía juvenil de los años 60».